# 劉天慶
劉天慶（？—1642年），字旋吉，真定府武强县人，明末官員。崇禎十年進士。

## 生平
崇祯六年（1633年）癸酉科順天鄉試第三十七名舉人，崇祯十年（1637年）丁丑科會試第二百名，廷試三甲一百十二名進士。刑部观政，十一年授行人司行人，十五年去世。

## 家族
曾祖劉璠；祖劉源清，庠生；父劉弘德。